# Депутат кнессета

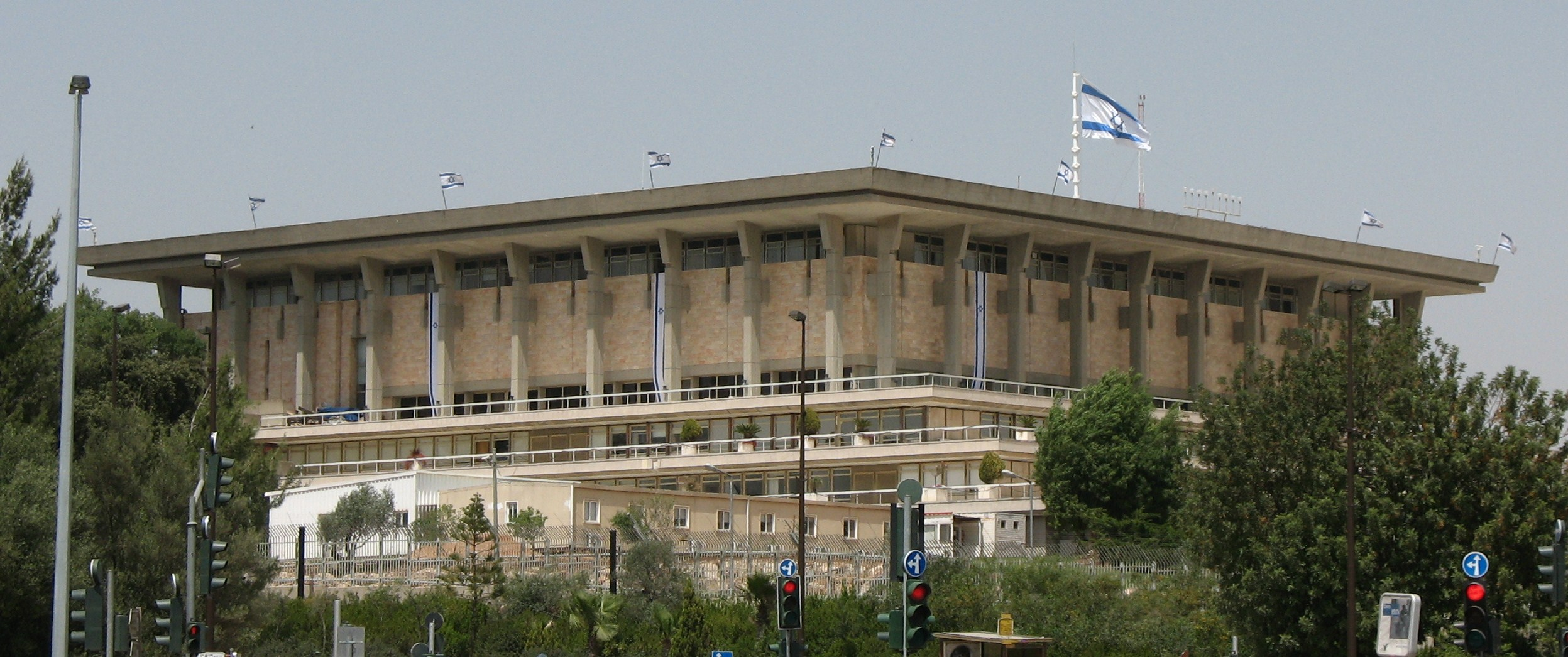
Здание Кнессета, где занимают должности 120 депутатов Кнессета, избираемых на каждых общенациональных выборах

Депутат кнессета (ивр. חבר הכנסת‎) — каждый из 120 представителей, работающих в Кнессете (парламенте Израиля), после избрания на эту должность гражданами Государства Израиль на демократических выборах.
В рамках своего членства в Кнессете депутаты Кнессета также являются членами комиссий Кнессета, а также могут быть министрами или заместителями министров в правительстве. Премьер-министр и его заместитель также должны быть депутатами Кнессета.

## Выборы в Кнессет
На выборах в Кнессет может голосовать любой гражданин Израиля, которому исполнилось 18 лет. Кандидатом в Кнессет может быть любой гражданин старше 21 года, за исключением государственных служащих, судей и военнослужащих, а также других должностных лиц. Закон требует трехлетнего «периода ожидания» для некоторых высокопоставленных должностных лиц (таких как офицеры Армии обороны Израиля в звании «алуф» (генерал-майор) и выше).

## Деятельность депутатов Кнессета
Депутаты Кнессета выполняют функции составляющей части Кнессета, как законодательного органа Государства Израиль. Эта деятельность включает в себя:
- Создание и подача законопроектов
- Обсуждение и голосование по законопроектам, внесенным депутатами Кнессета или правительством. Эта процедура осуществляется как на пленуме Кнессета, так и в комиссиях Кнессета, чтобы сформулировать предложения изменений в законе (иногда основном законе) или отклонить их. Обсуждения на пленуме кнессета записываются в « Речи Кнессета», а обсуждения в комиссиях записываются в протоколы этих обсуждений.
- Надзор за деятельностью правительства, включая утверждение государственного бюджета, утверждение подзаконных актов, вотум недоверия, запросы, обсуждения и многое другое.
- Выборы президента Израиля и государственного контролёра. Представители Кнессета также участвуют в процессе избрания других государственных служащих, в том числе судей, даянов и кади.
- Осуществление судебной власти через: снятие иммунитета с депутатов Кнессета, отстранение президента от должности, рассмотрение апелляций по результатам выборов в Кнессет и рассмотрение апелляций по решениям комиссий Кнессет.

Различные дебаты проводятся на пленуме и в комиссиях Кнессета, которые делятся по темам, и решения принимаются большинством голосов присутствующих на дебатах. Работа Кнессета осуществляется в соответствии с регулирующими её законами, уставом Кнессета или «принятой практикой и процедурой». В выполнении своих обязанностей депутатам Кнессета помогают различные отделы и должностные лица, работающие в Кнессете, такие как Центр исследований и информации, юрисконсульт кнессета и ранее уполномоченный по делам будущих поколений.

## Неприкосновенность депутатов Кнессета
Подобно тому, что принято в других парламентах мира, депутаты Кнессета также обладают иммунитетом в соответствии с Законом об иммунитете депутатов Кнессета, их правах и обязанностях, исходя из понимания того, когда это уместно для защиты деятельности депутата Кнессета от элементов в правительстве, которые стремятся ограничить его действия.
До июля 2005 года неприкосновенность была автоматической и предоставлялась даже без запроса депутата Кнессета, а для её снятия требовалось решение комиссии Кнессета и решение пленума тайным голосованием. С июля 2005 года депутата Кнессета, заинтересованный в неприкосновенности, должен запросить его, и если комитет Кнессета решил удовлетворить его просьбу, его решение требует одобрения пленума открытым голосованием.
Иммунитет депутатов в Израиле делится на два вида:
- Существенный/материальный иммунитет — иммунитет депутата Кнессета от уголовной ответственности за действия, совершенные им в рамках исполнения им своих обязанностей в качестве депутата Кнессета. Этот иммунитет является абсолютным и не может быть снят.
- Судебный иммунитет — депутата Кнессета, против которого выдвинуто обвинение, может обратиться в комиссию Кнессета и потребовать предоставления ему иммунитета по следующим причинам:
  - Преступление было совершено с целью исполнения своих обязанностей депутата Кнессета.
  - Обвинение было предъявлено недобросовестно и в нарушение политики обвинения
  - Обвинение против депутата Кнессета отвергнуто комиссией по этике
  - Судебное преследование нанесёт ущерб функционированию Кнессета и представительству электората, а отказ от судебного преследования не нанесёт ущерба общественным интересам.

Депутат Кнессета может быть арестован, если он пойман «при совершении преступления, связанного с применением силы или нарушением общественного порядка» (סעיף 3(א) לחוק חסינות חברי הכנסת).
Депутат Кнессета может быть привлечен к уголовной ответственности после истечения срока его полномочий за действия, не защищенные существенным иммунитетом, без права требовать предоставления иммунитета.

## Права депутатов Кнессета
Для выполнения своих обязанностей депутатам Кнессета предоставляется ряд льгот в дополнение к их заработной плате. Эти преимущества включают в себя:
- Право нанять трех парламентских помощников[2]
- Бюджет на встречи с избирателями
- Дипломатический паспорт

В прошлом депутаты Кнессета имели право на бесплатную доставку неограниченного количества почты.

### Зарплата депутатов Кнессета
Метод определения заработной платы депутатов Кнессета ранее регулировался Законом о заработной плате депутатов Кнессета, 1949 года, но 17 февраля 2003 года этот закон был заменен главой 9 Закон о Кнессете. Принципы дополнительных выплат были установлены в Постановлении о заработной плате депутатов Кнессета (пособия и выплаты) 2001 года.
В соответствии с законом была создана общественная комиссия для рекомендации заработной платы депутатов Кнессета и дополнительных выплат, таких как расходы на проезд и проживание, связанные с исполнением обязанностей депутатов Кнессета, а также выплаты в резервный или учебный фонд. Базовая заработная плата депутатов Кнессета время от времени обновляется (обычно в начале каждого года) в соответствии с изменением средней заработной платы в экономике. Рекомендации общественной комиссии представляются комиссии по делам Кнессета, которая может принять рекомендации и, таким образом, сделать их обязательными для исполнения, или отклонить их и вернуть в общественную комиссию для вынесения новых рекомендаций. Решения о заработной плате депутатов Кнессета публикуются в газете «Решумот». В июле 2003 года в общественную комиссию были назначены профессор Реувен Гронау — председатель, адвокат Йосеф Гилаор и аудитор Даниэль Дорон.
Валовая заработная плата депутатов Кнессета варьируется, если они занимают разные должности в тарифной сетке:
| Должность                                                          | Основной оклад | Примечания                                               |
| ------------------------------------------------------------------ | -------------- | -------------------------------------------------------- |
| Председатель кнессета                                              | 52 937 шекелей | Столько же, сколько составляет зарплата премьер-министра |
| Лидер оппозиции                                                    | 47 265 шекелей | Столько же, сколько составляет зарплата министра         |
| Заместители председателя кнессета и председатели комиссий Кнессета | 44 141 шекелей |                                                          |
| Депутаты Кнессета                                                  | 41 866 шекелей |                                                          |

К этому окладу добавляется надбавка в соответствии с правилами, применяемыми на государственной службе.
До 1999 года депутаты Кнессета получали бюджетную пенсию. С тех пор депутаты Кнессета отчисляют взносы в пенсионный фонд так же, как и большинство работников израильской экономики, по пенсионному принципу накопления, то есть в соответствии с их месячной зарплатой.